# رابرت استیونز
رابرت استیونز (انگلیسی: Robert Stephens؛ ۱۴ ژوئیه ۱۹۳۱ – ۱۲ نوامبر ۱۹۹۵) بازیگر اهل بریتانیا بود.
از فیلم‌هایی که وی در آن نقش داشته‌است، می‌توان به کلئوپاترا، هنری پنجم، امپراتوری خورشید، رومئو و ژولیت، یک نوک زبان عسل، دوئل‌بازها، مورگان، بیمار مناسبی برای درمان، آتش غرور، لورنا دون، قصه‌گو، در جستجوی بابی فیشر، فصل بالا و رولت آمریکایی اشاره کرد.